# كونتور
كونتور هي بلدة تقع في منتصف دولة غامبيا. 
وفقًا للإحصاء الذي أجري عام 2013، يبلغ عدد سكانها 3074 نسمة. تعتبر المدينة مقر منطقة حكومة كونتور المحلية في منطقة نياني (الجزء الغربي من قسم النهر المركزي السابق)، والتي يبلغ عدد سكانها 98,966 نسمة. 

## جغرافيًا
تقع كونتور على الضفة الشمالية لنهر غامبيا، على بعد حوالي ثلاثة كيلومترات جنوب واسو و13 كيلومترا شمال جانجانبوريه. يعد طريق الضفة الشمالية طريقًا سريعًا مهمًا يعبر مدينة واسو، حيث تتموضع دوائر واسو الحجرية الشهيرة في غامبيا.

## المعالم الثقافية
تتموضع الدوائر الميغاليثية في سينيغامبيا التي تعتبر مكانًا للعبادة بين السيرير في مكانٍ ليس بالبعيد عن المنطقة. 

## الاقتصاد والبنية التحتية
تقع المدينة على بعد حوالي 248 كيلومترًا من مصب النهر إلى المحيط الأطلسي، وهي آخر ميناء داخلي تمر منه السفن التجارية الكبيرة. يعد هذا الميناء نقطة عبور رئيسية للفول السوداني والمنتجات ذات الصلة بالفول السوداني. مما جعل مجلس تسويق المنتجات في غامبيا يفتتح مصنعًا لتقشير الفول السوداني في كونتور عام 1956 وهو أكبر مصنع في المدينة كلها. 
اشتهرت كونتور بسوقها الذي إنشئا عام 1920، وهو ما ساهم في تحفيز التجارة والنمو السكاني. 